# Barchet (tkanina)
Barchet (angl. fustian, něm. Barchent) je obchodní označení pro jednostranně (zřídka oboustranně) počesanou tkaninu střední hmotnosti s měkkým omakem.

## Způsob výroby
Barchet se vyrábí většinou ve čtyřvazném kepru, často pestře tkaný nebo potiskovaný z bavlněných nebo směsových přízí.
Ze starší odborné literatury je u barchetu známá také atlasová, kordová, keprová, plátnová a krepová vazba. Dříve (asi do poloviny 20. století) se používaly jako útek speciální barchetové příze (předené na způsob vigoně). 
Atlasový barchet (osnovní atlas) se tká s poměrem osnovy k útku cca 2:1 s maximálním počtem osnovních nití 50/cm, často s podélnými pruhy. Útkový barchet, tkaný s příčnými pruhy, má dvojnásobnou hustotou útkových nití (až 56/cm) oproti osnově.

## Historie a současné použití barchetu
Název pochází z arabského barrakan = látka z velbloudí srsti, případně z perského baranka = ovčí vlna.
Do Evropy se barchet dostal přes Levantu ve 13. století.
(V galerii je ukázka barchetové podšívky na plátovém pancíři z 2. poloviny 15. století).
Největší rozkvět výroby a použití barchetu nastal v 19. století, kdy se také v českých zemích jeho výrobou zabývalo několik tisíc tkalců.
V Anglii byly v té době barchetové kabáty symbolem příslušnosti k demokratickému a odborovému hnutí (Chartisté). Pod anglickým označením dimity se vyráběl barchet definovaný jako pevná bavlněná tkanina s jemnou osnovou a hrubším útkem. Používala se mimo jiné na  honzíka (výcpávka zadní části sukní)– viz nákres v galerii.  
V současné době (2022) se používá barchet v lůžkovinách, na šaty, bundy, kalhoty a podšívku do zimních svrchních oděvů. Strečový (elastický) barchet se nabízí jako exkluzivní, drahá šatovka.

## Galerie barchetu

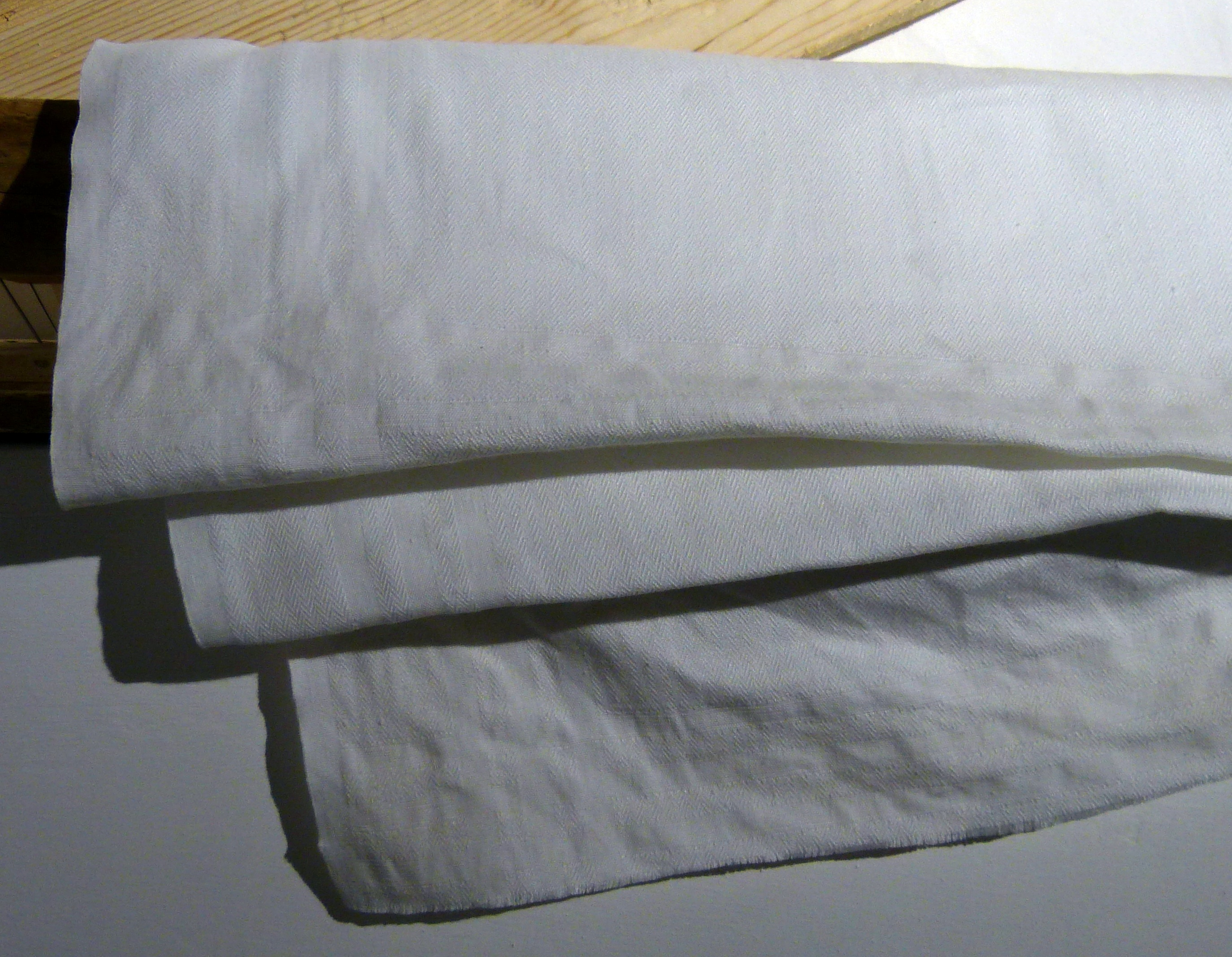
Barchet v muzeu v Augsburgu (původ neznámý)
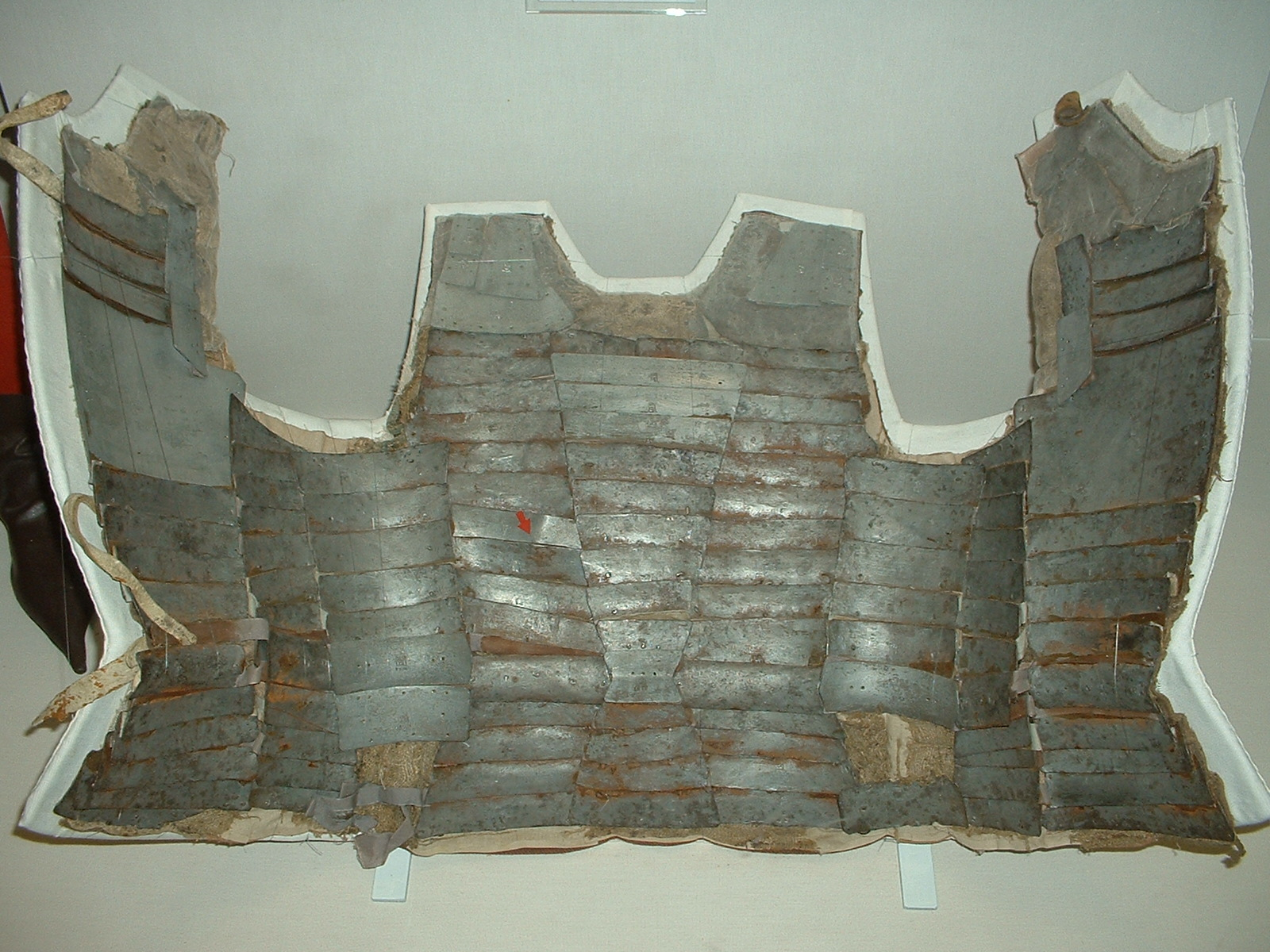
Barchet na zbroji z 15. století
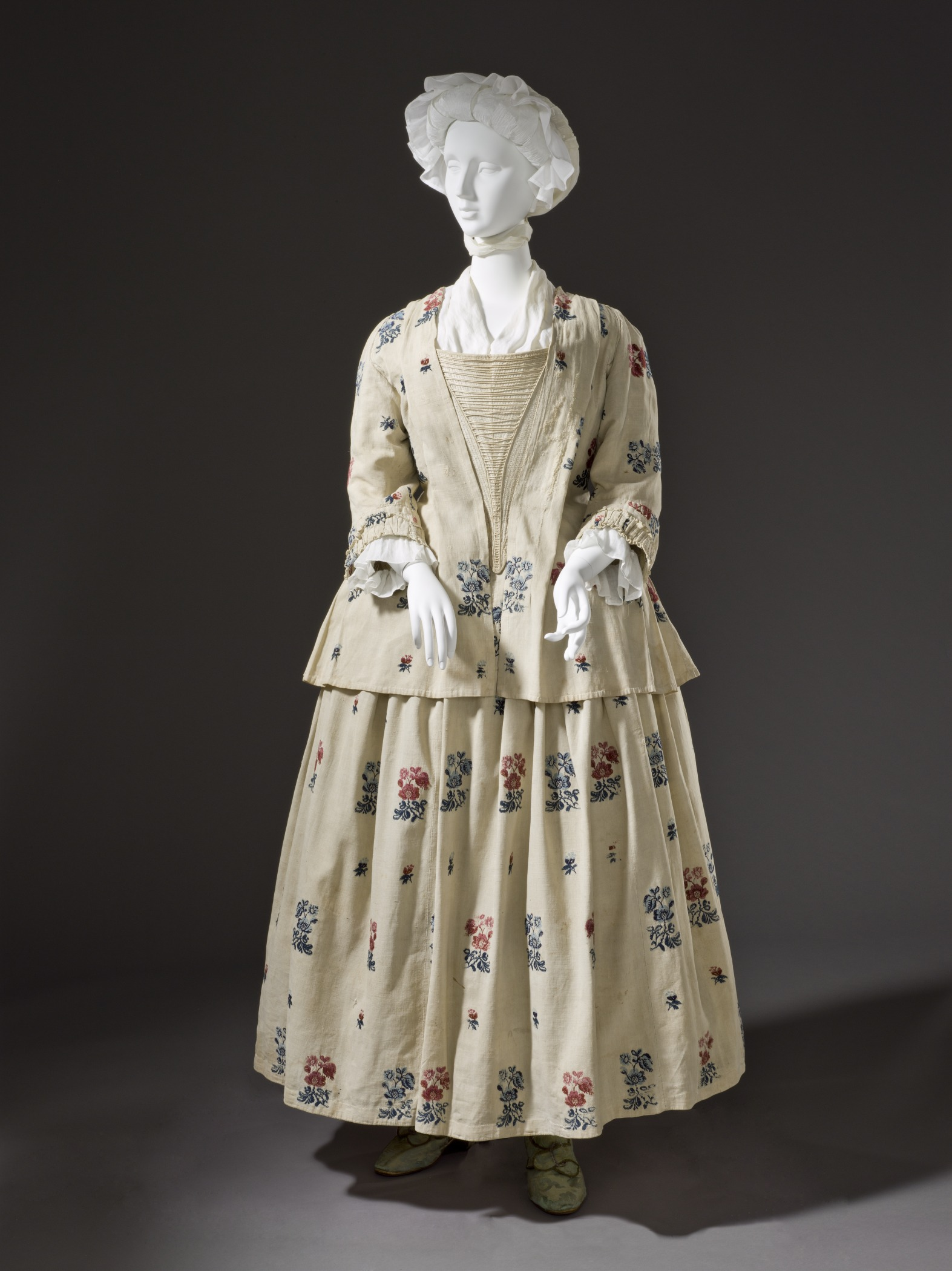
Barchet ze 2. poloviny 18. století, osnova len, útek bavlna (Muzeum umění v Los Angeles)
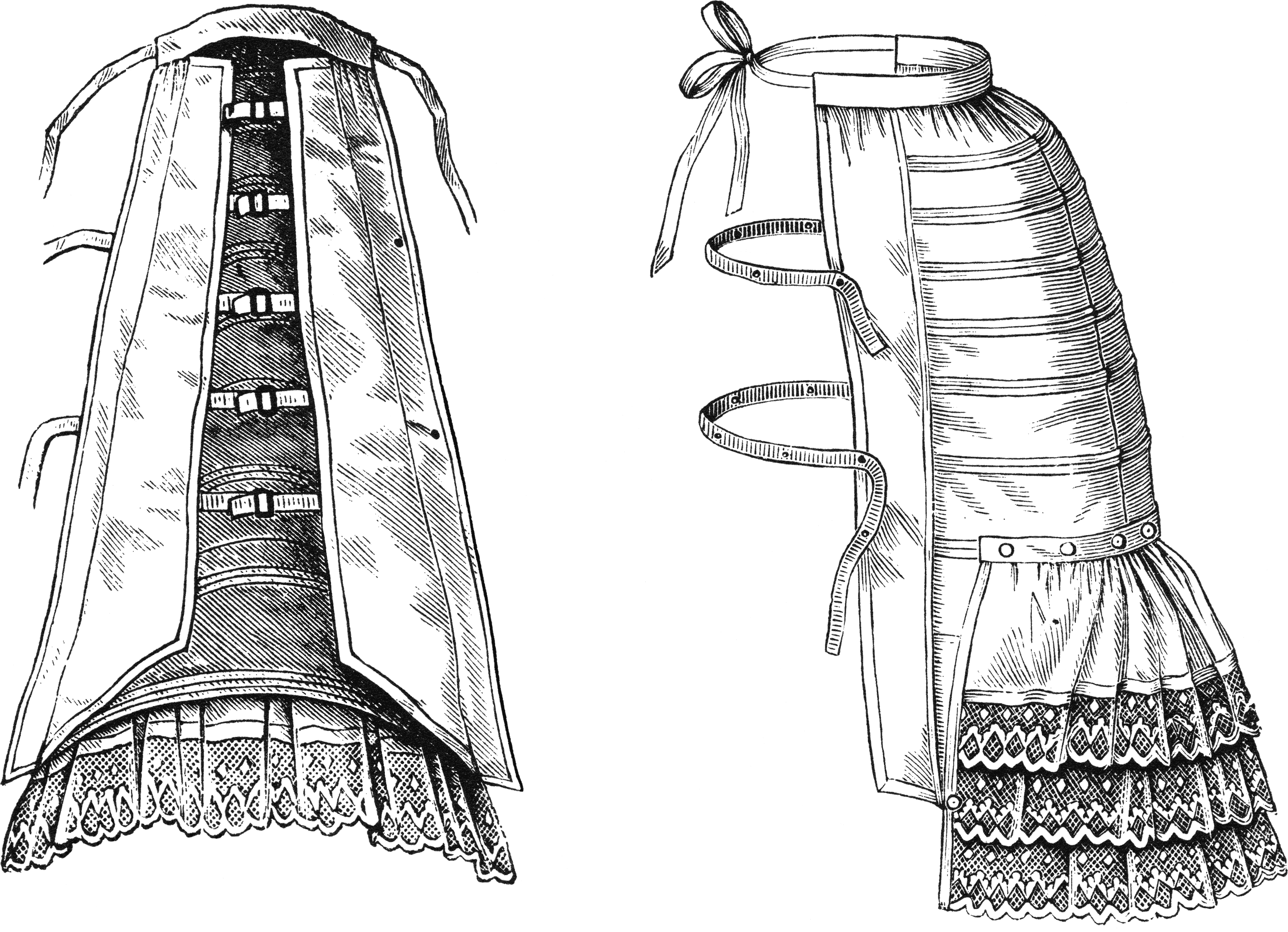
Honzík z barchetu dimity (1881)
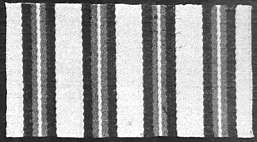
Osnovní bavlněný barchet (asi z roku 1925)
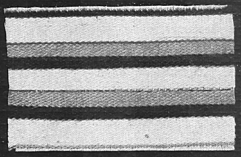
Útkový bavlněný barchet (ze stejného období)